# Parafia św. Franciszka z Asyżu w Zabierzowie
Parafia Świętego Franciszka z Asyżu w Zabierzowie – parafia należąca do dekanatu Bolechowice archidiecezji Krakowskiej.
Powstała w 1908 r. Budowa kościoła parafialnego rozpoczęła się w 1912 r. i trwała do drugiej połowy lat 30. XX wieku. Pierwsza msza św. została odprawiona w 1936 r. przez ks. proboszcza Józefa Duszę (1896-1949), a kościół został konsekrowany w 1938 r. przez ks. biskupa Stanisława Rosponda. 
Przy parafii działają liczne grupy duszpasterskie, Róże Różańcowe, parafialny zespół Caritas, chór "Voci di san Francisco", schola, biblioteka "Pod Aniołem", redakcja tygodnika parafialnego "Życie Zabierzowa". Co roku organizowana jest także przez grupę parafialną młodzieży i seniorów, we współpracy z Gminnym Ośrodkiem Pomocy Społecznej w Zabierzowie, akcja społeczna - pomoc dla najbiedniejszych i najbardziej potrzebujących mieszkańców parafii i gminy  pod nazwą "Grudniowa Niespodzianka", o zasadach zbliżonych do działalności ogólnopolskiego projektu "Szlachetna Paczka".
W latach 2007–2012 proboszczem był ks. prałat Stanisław Maślanka (1941-2024), kapelan Ochotniczej Straży Pożarnej gminy Zabierzów, zasłużony kapłan oddany Bogu i ojczyźnie, wychowawca młodzieży, obrońca życia człowieka od poczęcia. Jego uroczystości pogrzebowe 16 marca 2024 r., którym przewodniczył ks. kard. Stanisław Dziwisz, zgromadziły ogromne rzesze wiernych i przyjaciół, dla których uczynił wiele dobra.  
Od 2012 proboszczem jest ks. mgr Krzysztof Burdak.